# アブラクサス

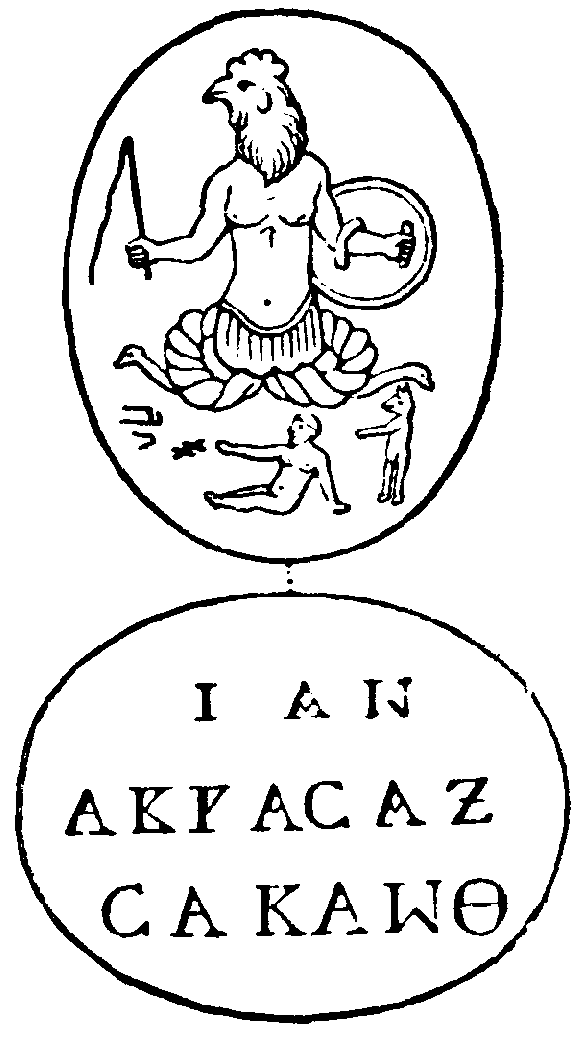
アブラクサス（石の彫刻）

アブラクサス（Abraxas）は、グノーシス主義の文献に、アイオーンの一人としてガマリエルやサブロとともに多く登場し、選ばれし者を天国に連れて行く存在である。365の天界を支配し、頭部が鶏またはライオン、胴体がヒト、脚が蛇で、鞭と盾とを持つ。
アブラクサスはエジプト神話においてイシスの眷属だったらしく、さらにペルシア起源のミトラ神信仰とも関係があったが、この宗教はローマにおいて、はじめの400年間、キリスト教の最大の対抗勢力であった。グノーシス主義のように、ミトラ教は複雑な占星術と数秘学を特徴としていた。ミトラとアブラクサスの名の絶対値は合計365となる。また、アブラクサスは物質界を創造し、悪魔的な性質を持つ旧約聖書の神（実際は創造された存在で、高位のアイオーンであるソフィアの息子）に同化していった。
中世には、アブラクサスは正統派のキリスト教によってデーモンとみなされ、崇拝者は異端とされた。
石に刻んだものは幸運のお守りとされる。